# George G. M. James
George Granville Monah James (9 de novembro de 1893 - 30 de junho de 1956)  foi um historiador e autor guianense-estadunidense, conhecido por seu livro Stolen Legacy de 1954, que argumenta que a filosofia e a religião gregas se originaram no antigo Egito .
James nasceu em Georgetown, Guiana. Seus pais foram o reverendo Linch B. e Margaret E. James. James obteve bacharelado e mestrado na Universidade de Durham, na Inglaterra, e doutorado na Universidade de Columbia, em Nova York . Ele foi professor de lógica e grego no Livingstone College em Salisbury, Carolina do Norte, antes de trabalhar no Arkansas College em Pine Bluff, Arkansas. James morreu dois anos depois de publicar Stolen Legacy em 1954. James era maçom e estava associado à Maçonaria Prince Hall.

## Stolen Legacy
O livro baseia-se nos escritos da maçonaria para apoiar a afirmação de James de que os mistérios greco-romanos se originam de um "Sistema de Mistério Egípcio".  Embora, apontam historiadores, James não cita essas fontes com precisão.  

### Crítica
Stolen Legacy e sua tese têm sido geralmente consideradas pseudo-história pelos historiadores. Os historiadores Wilson J. Moses, Albert Gelpi, Mary Lefkowitz, Ronald H. Fritze e o filósofo Robert Todd Carroll chamam o livro e suas afirmações de pseudo-históricos.Moses, Wilson J.; Gelpi, Albert (1998). Afrotopia: The Roots of African American Popular History (em inglês). [S.l.]: Cambridge University Press. 36 páginas. ISBN 978-0-521-47941-7</ref>  Carroll escreveu que:
As principais fontes de James foram maçônicas, especialmente The Ancient Mysteries and Modern Masonry (1909) do Reverendo Charles H. Vail. Os maçons, por sua vez, derivaram seus conceitos errados sobre o mistério egípcio e os ritos de iniciação da obra de ficção do século XVIII Sethos [...] (1731), do Abade Jean Terrasson (1670-1750), um professor de grego. Terrasson não tinha acesso às fontes egípcias e morreu muito tempo antes que os hieróglifos egípcios pudessem ser decifrados. Mas Terrasson conhecia bem os escritores gregos e latinos. Então ele construiu uma religião egípcia imaginária baseada em fontes que descreviam os ritos gregos e latinos como se fossem egípcios [...] Portanto, uma das principais fontes para a egiptologia afrocêntrica acaba sendo a Grécia e Roma. Os gregos teriam chamado isso de ironia. Não sei como os afrocentristas chamam isso.
O filósofo Ronald B. Levinson avaliou o livro negativamente em uma resenha de 1955, escrevendo que "apenas psicólogos sociais e colecionadores de paradoxos encontrarão aqui grãos para seus moinhos" e apresentou algumas das afirmações de James como evidentemente ridículas. O historiador Stephen Howe escreveu que o livro "é uma obra de extrema ingenuidade intelectual, inocente até mesmo nas aparências externas do procedimento acadêmico". 
O professor de filosofia Ulstad Karin, analisando o livro para o periódico acadêmico Kritike, afirma que não é um verdadeiro trabalho acadêmico, mas sim "um apelo por justiça e reforma, um chamado para virar a maré do racismo que está varrendo seu tempo".  Ele escreve que:

Embora se possa apreciar o que James estava tentando fazer pelo povo e pela tradição africana, especialmente tendo em conta o contexto em que esta obra foi escrita, este é um livro repleto de imprecisões históricas, datações incompletas, referências duvidosas e mal-entendidos filosóficos. [...] James afirma que Demócrito não escreveu os livros comumente atribuídos a ele. Em vez disso, ele teve contato com esses livros por meio de Anaxarchus, que os trouxe da Biblioteca Egípcia, uma biblioteca saqueada durante a conquista do Egito por Alexandre (uma campanha da qual Anaxarco fez parte). A afirmação do autor aqui é, em todos os sentidos, historicamente errônea. Demócrito nasceu cerca de oitenta anos antes de Anaxarco e teria morrido quarenta anos antes do retorno de Anaxarco à Jônia. Casos semelhantes de (gritante) negligência histórica são abundantes em todo o livro de James.
Na década de 1990, a professora de estudos clássicos Mary Lefkowitz emergiu como uma crítica proeminente do afrocentrismo e de James. Sua crítica a Stolen Legacy mostrou que o livro tenta parecer acadêmico, mas é, em última análise, uma pseudo-história hipócrita e extremamente tendenciosa em suas conclusões. Lefkowitz apresenta os seguintes argumentos: 
- O Antigo Egito era racialmente misto (e portanto o seu legado cultural não representa uma contribuição inerentemente “negra” ou “africana”).
- Stolen Legacy não é acadêmico, dependendo fortemente da repetição de afirmações sobre o "roubo" de material egípcio por Alexandre, o Grande e carece de notas de rodapé precisas.
- Alexandria foi fundada após a conquista do Egito por Alexandre e nunca foi integrada à sociedade egípcia, e a Biblioteca de Alexandria foi construída ainda mais tarde; portanto, não continha nenhum repositório da cultura egípcia para os imigrantes gregos roubarem.
- James deturpa as suas fontes maçônicas, que ao discutir os "mistérios egípcios" na verdade se referem aos mistérios greco-romanos que operam no Egito, e cita outras fontes desatualizadas sobre o Egito que não levam em conta os estudos modernos. ("Assim, ironicamente", escreve ela, "o 'Sistema de Mistério Egípcio' descrito por James não é africano, mas essencialmente grego, e em seus detalhes, especificamente europeu.")
- Os escritos egípcios (notadamente o Corpus Hermético ) que James apresenta como predecessores da filosofia grega foram compostos no período helenístico .
- As semelhanças encontradas por escritores antigos entre divindades gregas e egípcias não implicam origem egípcia. A filosofia egípcia não inclui uma doutrina de transmigração de almas. Outras supostas conexões em matemática, ciências e filosofia também são insubstanciais.
- Não há evidências de que Sócrates e Aristóteles viajaram para o Egito.

O livro recebeu respostas positivas de autores afrocentristas, apesar das duras críticas de historiadores e outros estudiosos. O autor afrocentrista William Leo Hansberry escreveu em apoio às premissas-chave do livro, incluindo a conclusão de que os gregos roubaram o conhecimento dos egípcios. Stolen Legacy influenciou fortemente a escola afrocêntrica da história, incluindo expoentes importantes como Asa Hillaird, Yosef Ben-Jochannan e Molefi Kete Asante. 